# Thom Gicquel
Thom Gicquel (Tours, 12 de enero de 1999) es un deportista francés que compite en bádminton, en la modalidad de dobles mixto.
En los Juegos Europeos obtuvo dos medallas, bronce en Minsk 2019 y plata en Cracovia 2023. Ganó tres medallas en el Campeonato Europeo de Bádminton entre los años 2022 y 2025.

## Palmarés internacional
| Juegos Europeos    | Juegos Europeos        | Juegos Europeos   | Juegos Europeos |
| Año                | Lugar                  | Medalla           | Prueba          |
| ------------------ | ---------------------- | ----------------- | --------------- |
| 2019               | Minsk (Bielorrusia)    | Medalla de bronce | Dobles mixto    |
| 2023               | Tarnów (Polonia)       | Medalla de plata  | Dobles mixto    |
| Campeonato Europeo |                        |                   |                 |
| Año                | Lugar                  | Medalla           | Prueba          |
| 2022               | Madrid (España)        | Medalla de plata  | Dobles mixto    |
| 2024               | Saarbrücken (Alemania) | Medalla de oro    | Dobles mixto    |
| 2025               | Horsens (Dinamarca)    | Medalla de plata  | Dobles mixto    |